# Кръстовден
Въздвижение на Светия кръст Господен, Всемирно въздвижение на Светия и Животворящ Кръст Господен или по-популярното Кръстовден е един от Дванадесетте велики християнски празника.
Посветен е на откриването от Света Елена, майката на император Константин I Велики, на мястото на Голгота и на 3 заровени там кръста, от които единият - т.нар. Истински кръст, т.е. този на който, според Евангелията, е разпънат Исус Христос (вер. 33 г.), и на последвалото му показване на народа и запазване в специално съграден за това храм. Освен това по този повод традиционно се напомнят и събитията, около възцаряването на Константин, като единствен император на Римската империя и свързаните с това християнски предания, относно неговото покръстване (особено - за виденията му преди Битката на Милвийския мост), както и около пленяването на кръста (ок. 614 г.) от персите и по-късното му възвръщане от византийския император Ираклий (ок.628 г.)
Празнува се от Българската православна църква на 14 септември, според Новоюланския календар, което е едно от поклоненията на Кръста Господен, които се правят 4 пъти в годината на следните дати по Григорианския календар: на този ден и - преди това - на третата неделя от Великия пост, наречена Кръстопоклонна, на Велики петък и на 1 август.
Денят е имен ден за хора с имена, като: Кръстьо, Кръстин, Кръстина, Кръстил, Кръстила, Кръстилена, Кръстена, Кръстан, Кръстана, Кана/Канна, Кънчо, Криста, Кристин, Кристина, Кристиян. Също така е и професионален празник на огнеборците и чакръкчиите.

## История
След разрушаването през 70 г. на Втория йерусалимски храм от римския военачалник Тит (син на император Веспасиан и негов наследник) и прогонването на повечето евреи (съответно и на мнозина от християните по това време) от опустошения от войските му Йерусалим, връзката на последователите на Исус Христос с града започва да се губи, още повече че като апостоли по-видните и първите са се отправили на мисионерски пътешествия, а някои от тях вече са мъртви. След преобразуването от император Адриан на града в изградена върху руините му римска колония, под името Елия Капитолина (131 г.) мястото на смъртта и погребението на Исус са заети от храм на богинята Венера. По-късно, като ответна мярка на разгроменото от него Въстание на Бар Кохба, императорът направо забранява на евреите, а с тях по същество и на повечето християни (между които и юдаистите официално дълго не се прави разлика), да влизат в града през почти цялата година. С това местоположението на Голгота съвсем потъва в забвение. Според легендата, все пак знанието за него се предава през поколенията в семейството на някого си Юда, евреин-юдаист и с него успява да влезе във връзка императрицата-майка, когато отива през 326 г. в Палестина за да намери и да се поклони на Гроба Господен и да открие, предполагаемо скрития наблизо кръст на Месията.
Усилията на Света Елена се увенчават с успех. Отначало евреинът се противи и става нужда да го заплашат с глад и жажда до смърт, но после се съгласява да покаже мястото (и дори се покръства и по-късно умира като мъченик, под името Кириак Йерусалимски, при управлението на Юлиан Апостат). Намерени са пещерата, послужила за гробница на Исус, както и мястото, на което трябва да се копае за да се стигне до 3 зарити в земята и неповредени от времето кръстове, на 2 от които, според "Библията" са разпънати двама разбойници, а на третия (който според легендата е от особена дървесина - на Дървото на живота от Райската градина), заедно с тях, самият Христос. Преданието гласи, че различават неговия, като ги изпробват при докосване до кой от тях може да се възкреси човек. Затова кръстът на Спасителя е наречен и Животворящ кръст/Животворен кръст. Твърди се и че намират също и 4 пирона, за които се предполага, че е бил прикован с тях към кръста и им се приписват чудодейни свойства, както и табела, с надпис "INRI" - предполагаемо поставената от Пилат Понтийски, като указание в какво се състои причината за разпъването на Исус.
Елена изпраща в Константинопол на своя син, император Константин I, частица от кръста на Исус. Остатъка запазва намясто и скоро се заема по нареждане на императора с градежа на храм за него. Сриват храма на богинята на любовта и върху парцела му и над самия Божи гроб построяват голямо светилище, станало известно като Храм на Гроба Господен (църквата „Възкресение Христово“ в Йерусалим - запазена и през XXI век). Строежът на храмовия комплекс от няколко сгради отнема 10 години. Междувременно на Велики петък ежегодно изнасят кръста на Голгота за поклонение, но на голямата церемония по случай освещаването на храма (13 септември 335 г.) се събират вече наистина огромни тълпи от поклонници и това не се възприема като достатъчно. На следващия ден те са удостоени с изваждане на кръста от църквата и показването му така, че всички добре да го видят и да го почетат. Епископът го повдига или го „въздвижва“ (разнася) над главите на присъстващите. От това „въздвижение“ получава своето име и празникът.

## Обичаи
По това време настъпва краят на летния и началото на есенния селскостопански сезон. От Кръстовден или от Симеоновден (1 септември) може да започне сеитбата на зимните житни култури. На Кръстовден се „осветява“ семето за посев. В някои райони на България празникът е наречен Гроздоберник, защото започва гроздоберът, а първото откъснато грозде се освещава в църква и се раздава за здраве и плодородие (това се прави и по Преображение). Според фолклорните представи от Кръстовден Слънцето „тръгва назад“ към зимата и денят се „кръстосва“ с нощта – изравняват се (това всъщност става около 1 седмица по-късно), а температурата на въздуха и водата видимо се понижава навсякъде. Мъжете почват да си пазят кръста (анатомически - опасват го с пояс, т.е. с широк платнен колан) поради захлаждането. Жените пък „кръстосват“ (загърлят) многогодишните цветя в градинките си – за да не се „пресекат“ китките им (цветните растения там, респективно - букетите им), защото вече може да се очакват и първите слани. 

На Кръстовден кръстът на всеки християнски храм (при православните християни) се изнася в средата му, за да се поклонят вярващите. Прави се водосвет и свещениците ръсят с кръст по домовете за благословение. По традиция се поръсват със светена вода къщата и харманът (равно кръгло място, където се е вършеело в миналото с диканя; гумно). Поднася се трапеза, на която свещеникът полага църковния кръст върху нова тъкана покривка. Стопаните го даряват с варива и зеленчуци, а най-вече - с жито от новата реколта. На трапезата има само постни храни. По традиция на Кръстовден се спазва строг пост, „говеее се за кръста“ и не се хапва нищо червено (действително или по наименование), като червен пипер, домати, репички, червени ябълки и червено грозде. Яде се зелник с праз лук, печена тиква, бяло грозде. Най-възрастната жена в домакинството опича кръсташка (кръстова пита) – обреден хляб, украсен с орнамент изобразяващ кръст. За празника се раздават и пресни пити, наричани за случая „житна жертва“, с цел умилостивяване на стихиите (силите на природата или свръхестествените сили, които се предполага, че ги контролират) и постигане на берекет/икономическо благополучие от стопанина.